# Khalid Boulami
Khalid Boulami (arabiska: خالد بولامي), född den 7 augusti 1969, är en marockansk före detta friidrottare som tävlade huvudsakligen på 5 000 meter i mitten av 1990-talet.
Boulamis genombrott kom 1994 när han deltog vid Grand Prix-finalen i Paris och slutade på andra plats på 5 000 meter. Året efter deltog han vid VM i Göteborg där han slutade på andra plats mindre än sekunden efter Kenyas Ismael Kirui. 
Boulami deltog även vid Olympiska sommarspelen 1996 i Atlanta där han blev bronsmedaljör på 5 000 meter. Denna gång efter Burundis Vénuste Niyongabo och Kenyas Paul Bitok. Hans sista mästerskapsstart blev VM 1997 i Aten där han åter slutade på andra plats denna gång var det Kenyas Daniel Komen som blev hans överman. 